# Baraca
Baraca, em diversos segmentos islâmicos no continente africano, refere-se a uma espécie de poder espiritual hereditário. No Império do Mali, acreditava-se que o baraca dos reis (mansas) lhes dava a capacidade de influir sobre a terra, clima, colheitas, gado, fertilidade, mulheres e o bem-estar do povo.